# Jaroslav Piskáček (odbojář)
Jaroslav Piskáček (3. května 1897 Vysočany – 24. října 1942 Koncentrační tábor Mauthausen) byl český odbojář a spolupracovník Operace Anthropoid z období druhé světové války popravený nacisty.

## Život a působení v Sokole
Jaroslav Piskáček se narodil 3. května 1897 v pražských Vysočanech čp. 148 v rodině topiče Josefa Piskáčka a Boženy, roz. Kovaříkové. Vystudoval technickou školu a začal pracovat jako konstruktér v Českomoravské-Kolben-Daněk. V roce 1924 se oženil s Antonií Hruškovou, v roce 1927 se manželům narodil syn Miroslav. Jaroslav Piskáček byl činovníkem Sokola, v roce 1937 se stal náčelníkem jednoty ve Vysočanech, působil i jako zástupce náčelníka Župy Barákovy. V roce 1938 po odstoupení Sudet s pozice náčelníka jednoty organizoval zajištění ubytování a posléze pracovního uplatnění a bydlení uprchlých členů jednoty z Kamenického Šenova, nad kterou měla jednota vysočanská záštitu.

Rodinní příslušníci (popravení v KT Mauthausen)
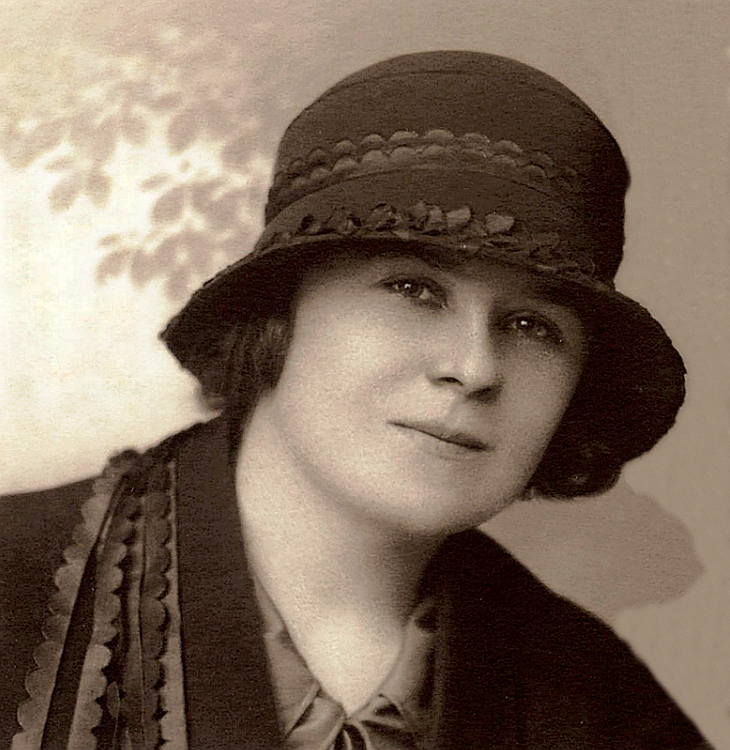
Manželka Antonie Piskáčková
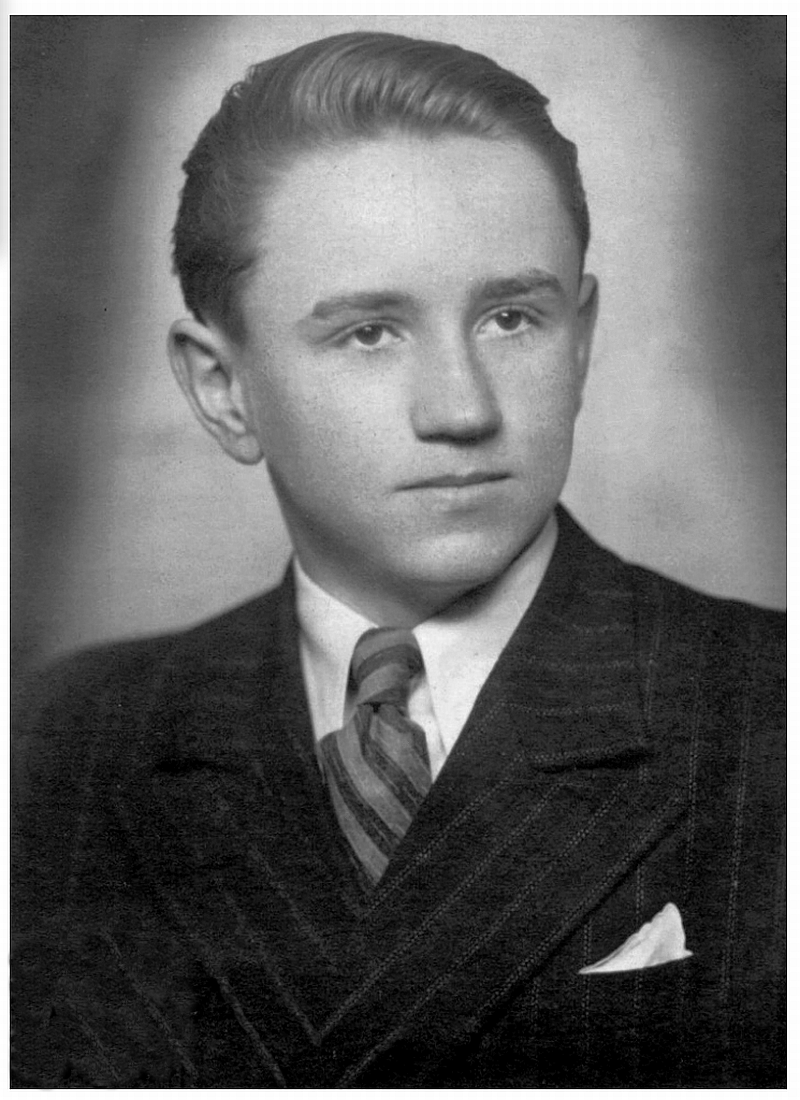
Syn Miroslav Piskáček

## Protinacistický odboj
Po německé okupaci zbytku republiky se Jaroslav Piskáček z titulu své funkce snažil zajistit kontinuitu Sokola v nových podmínkách, po zákazu činnosti spolku pak jeho ilegální činnost. Ta se zpočátku sestávala hlavně z finanční a materiální pomoci rodinám zatčených sokolských činovníků. V rámci zřízení sokolské odbojové organizace zorganizoval tzv. pětku společně s Hankem Pavlíkem, Jaroslavem Smržem, Josefem Pospíšilem a Josefem Novým. V lednu 1942 se po kontaktu s Václavem Novákem zapojil do podpory členů výsadku Anthropoid načež spoluorganizoval spolupráci i dalších členů Sokola. Podílel se na přesunu materiálu z prostoru seskoku u Nehvizd do vily Václava Khodla ve Svépravicích jakož i ubytování Jozefa Gabčíka a Jana Kubiše zde. Přes doktora Stanislava Hrubého a Alexandra Miniva, ředitele okresní nemocenské pojišťovny, zařídil pro Gabčíka a Kubiše falešné nemocenské legitimace jako práce neschopné. Ten Kubiše přihlásil s diagnózou „vřed na dvanácterníku“ a Gabčíka se „zánětem žlučníku“. Hrubého přítel dr. Břetislav Lyčka pak napsal každý týden revizní nález a potvrdil další pracovní neschopnost do legitimace. Díky tomu se mohli parašutisté volně pohybovat po Praze, aniž by bylo podezřelé, že nejsou v zaměstnání.
Byt Piskáčkových se stal jedním z opěrných bodů celé operace. Do podpory byla zapojena i tchyně Jaroslava Piskáčka Anna Hrušková, která přes kontakty z Červeného kříže získávala potravinové lístky, a syn Miroslav Piskáček. Dne 27. května 1942 po vykonání atentátu na Reinharda Heydricha navštívil Jan Kubiš byt Jaroslava Piskáčka a požádal ho o zajištění ošetření zraněného oka, které později provedl dr. Břetislav Lyčka. Kubiš zde pak strávil noc a poté se přesunul do krypty chrámu Cyrila a Metoděje na Novém Městě.

## Zatčení, smrt
Zrada parašutisty Karla Čurdy, který se 16. června 1942 sám přihlásil na gestapu, ještě k zatčení Piskáčkových nevedla, protože Čurda přímo s nimi v kontaktu nikdy nebyl. Osudné bylo až červencové zatčení rodiny Novákových, přes které se gestapo dostalo k Piskáčkovým. Dne 13. července 1942 byli zatčeni oba manželé i Anna Hrušková. Syn Miroslav byl zatčen 17. července ve Stachách, kde byl na prázdninách. Všichni byli podrobeni tvrdým výslechům, z protokolů Jaroslava Piskáčka je zřejmé, že uváděl pouze ta jména spolupracovníků, o kterých věděl, že jsou již zatčeni. Neprozrazeno zůstalo i uložení zbývajícího Kubišova a Gabčíkova operačního materiálu. Piskáčkovi byli poté vězněni v terezínské Malé pevnosti, dne 5. října 1942 stanným soudem odsouzeni k trestu smrti a nakonec 24. října téhož roku zastřeleni při fingované zdravotní prohlídce v koncentračním táboře Mauthausen společně s desítkami dalších českých odbojářů a jejich rodinných příslušníků.

## Připomínka
- Jeho jméno (Piskáček Jaroslav *3. 5. 1897) je uvedeno na pomníku při pravoslavném chrámu svatého Cyrila a Metoděje (adresa: Praha 2, Resslova 9a). Pomník byl odhalen 26. ledna 2011 a je součástí Národního památníku obětí heydrichiády.[3]
- V ulici Na Břehu 15 ve Vysočanech byla rodině Piskáčkových odhalena pamětní deska s nápisem: "V tomto domě a ulici žili obětaví členové sokolského odboje Antonie, Jaroslav a Miroslav PISKÁČKOVI a Anna Hrušková, spolupracovníci výsadku ANTHROPOID. Popraveni nacisty 24.10.1942 v Mauthausenu".[4][5]
- Jeho jméno (a jméno jeho manželky a syna) jsou uvedena na pomníku věnovaném obětem 2. světové války umístěném v areálu Sokola Vysočany v Zákostelní ulici v Praze 9 - Vysočanech. Na pomníku je nápis: "ZA PRÁVO A SVOBODU OBĚTOVALI ŽIVOTY (následuje výčet jmen) JAR. PISKÁČEK".[6]
- Po rodině J. Piskáčka byla v roce 2021 pojmenována ulice Piskáčkových v Praze 9 Vysočanech[7]

## Galerie

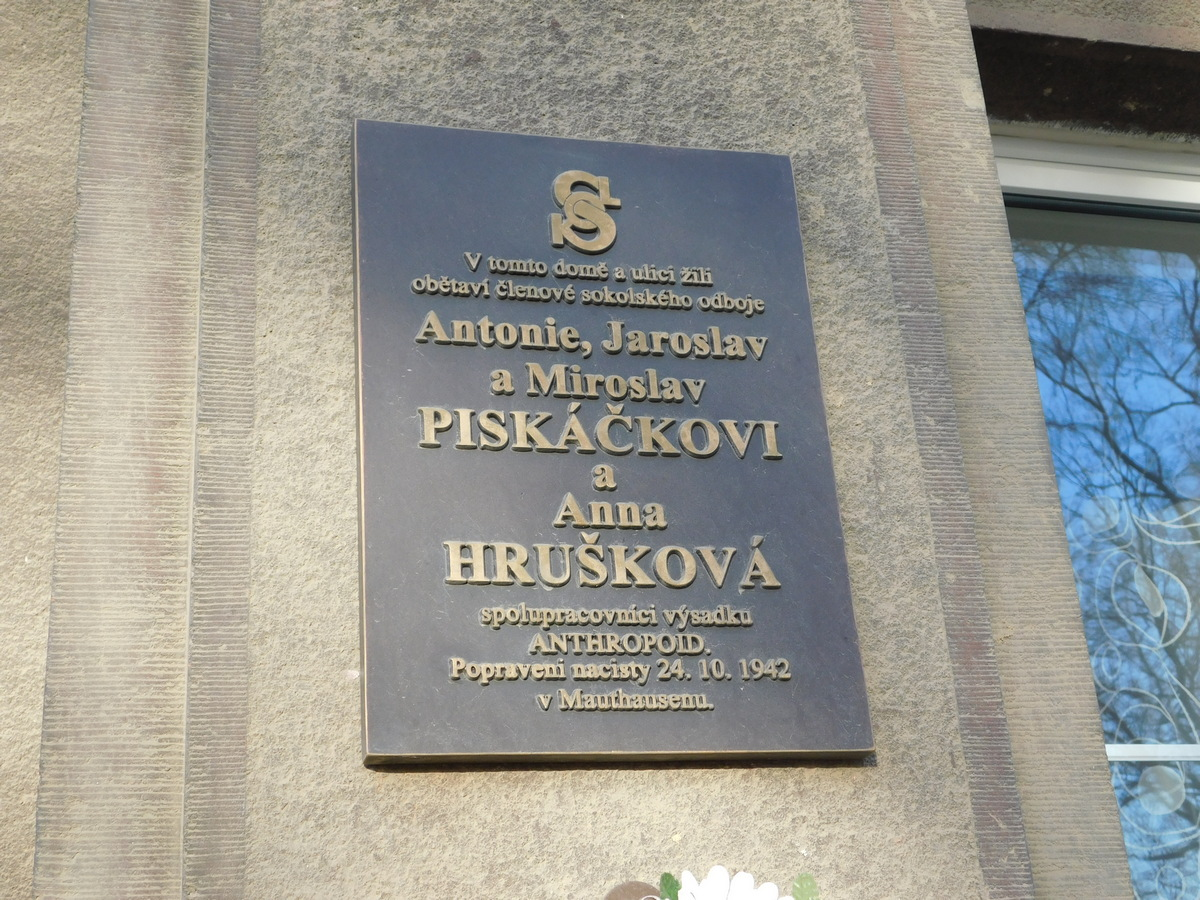
Pamětní deska Antonie, Jaroslava a Miroslava Piskáčkových a Anny Hruškové na domě Na Břehu 497/15 ve Vysočanech
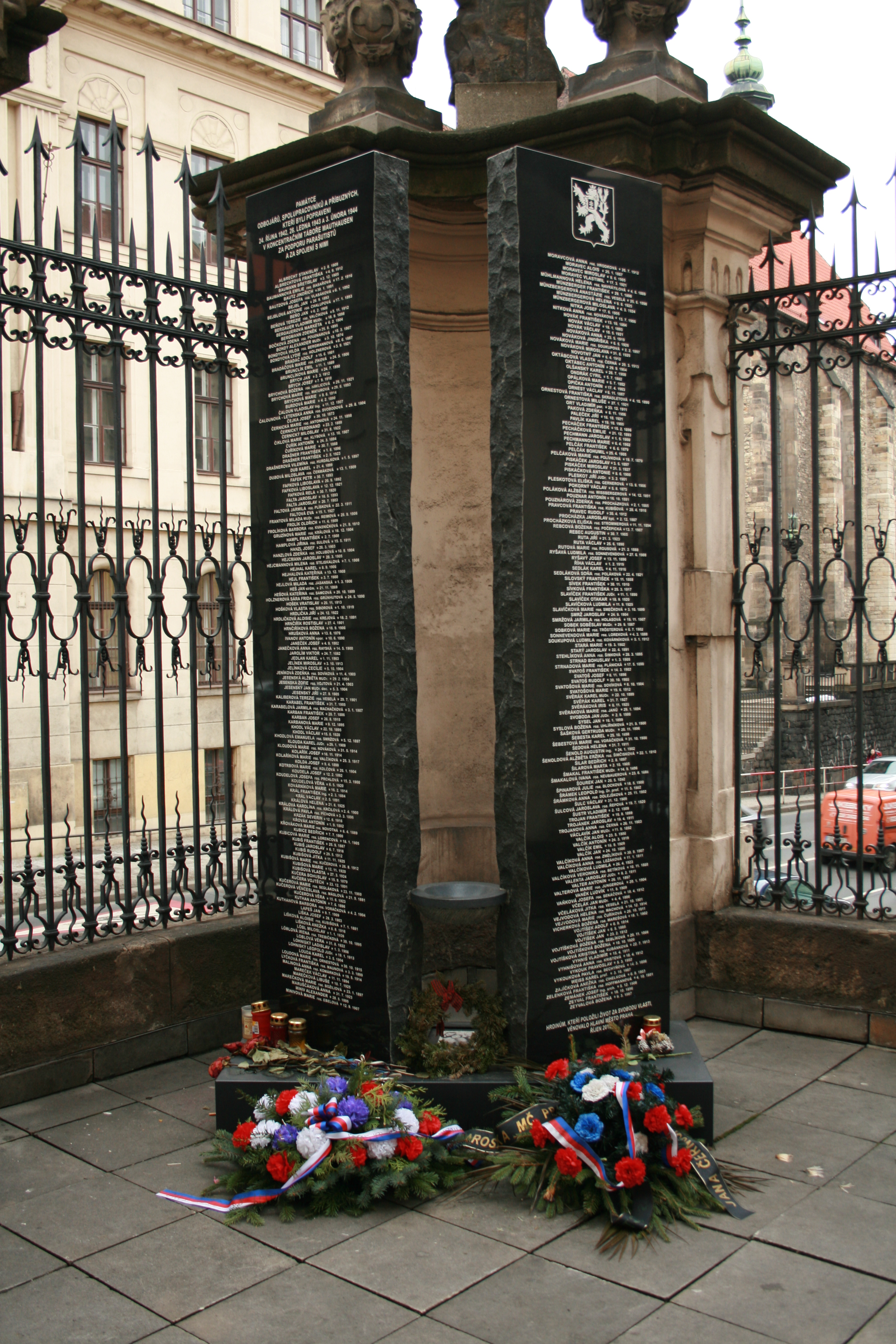
Pomník spolupracovníků parašutistů a jejich rodinných příslušníků na terase kostela sv. Cyrila a Metoděje v Resslově ulici v Praze.
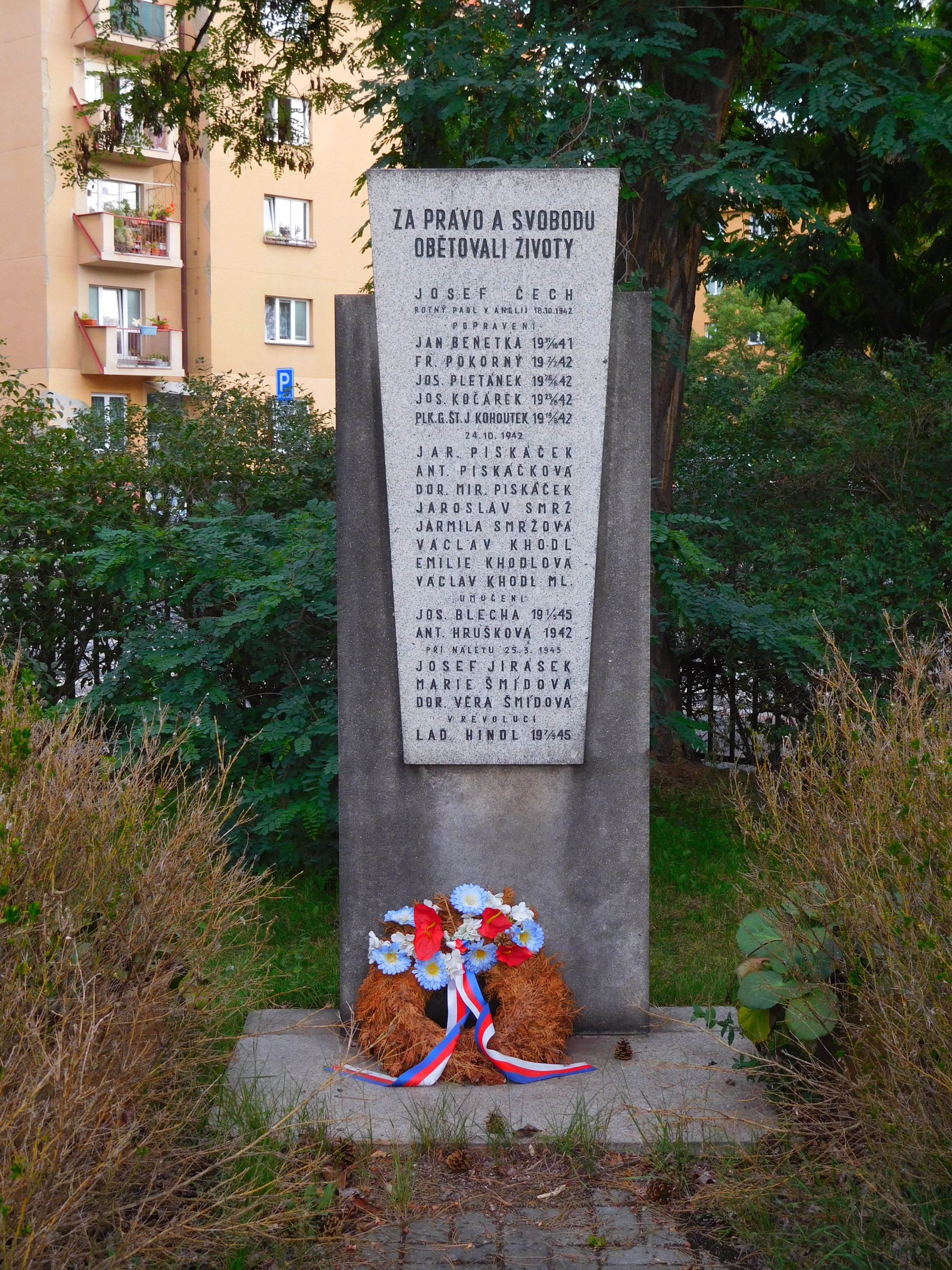
Pomník obětem 2. světové války v areálu Sokola Vysočany v Zákostelní ulici
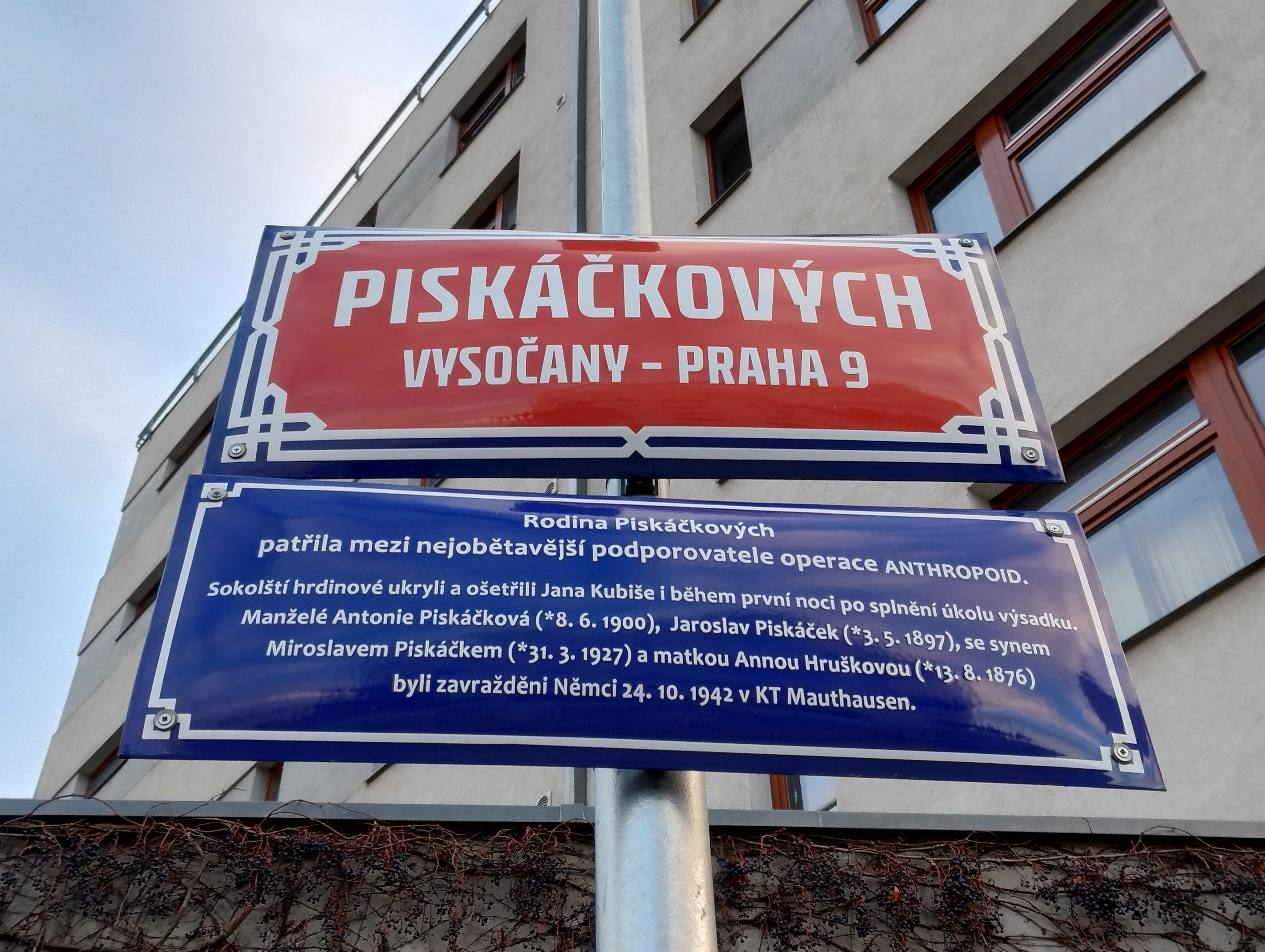
Tabule s názvem ulice Piskáčkových ve Vysočanech s modrou dodatkovou tabulí